# Mogens Jermiin Nissen
Mogens Jermiin Nissen, född 8 april 1906 i Hellerup, död 2 november 1972 i Kongens Lyngby, var en dansk poet, bibliotekarie och tonsättare.
Mogens Jermiin Nissen var son till bokhållaren Lars Axel Nissen och Dagmar Caroline Cathrine Rønnebæk. Han debuterade som poet redan under gymnasietiden med diktsamlingen Stemninger og Billeder (1923). Han tog studentexamen 1925 och bibliotekarieexamen från Statens biblioteksskole 1931. Han började arbeta som assistent på Köpenhamns kommunbibliotek 1926 och avancerade sedan till bibliotekarie 1935 och avdelningsbibliotekarie 1953. För den bredare allmänheten blev han känd när hans andra diktsamling, Draaber i Dans (1927), gavs ut. Därefter gav han ut diktsamlingarna Hjertet og det grønne Løv (1928), Stilhed (1928) och Sange om To (1929), som alla skildrar natur- och kärlekslyrik. Därefter dröjde det tretton år innan nästa diktsamling, Cirklen i Støvet (1942), gavs ut. Denna följdes av diktsamlingarna Malurt og Mumme (1943), Ved kløfterne (1946), Vers om visse (1947), Forklædninger (1951) och Kruseduller (1952). Dessa samlingar skildrade en mer livsmoraliserande hållning. Han utgav även två samlingar med utvalda dikter från tidigare verk: Ekko af årene (1961) och Stiklerier (1966). För sitt författarskap tilldelades Nissen Emma Bærentzens Legat (1943), Forfatterforbundets legat (1945), Kai Hoffmann-legatet (1956) och Oehlenschläger-legatet (1960).
Vid sidan om diktandet var Nissen engagerad i föreningen Visens venner och tonsatte flera dikter, främst av Halfdan Rasmussen. Dessa publicerades i häftet Noget om (1966).